# Biserica reformată din Tiur
Biserica reformată din Tiur este un lăcaș de cult aflat pe teritoriul satului Tiur, aparținând municipiului Blaj. Poarta de lemn a bisericii reformate din Tiur este monument istoric. 

## Localitatea
Tiur, alternativ Șoimușa, (în maghiară Tűr, în germană Dürrdorf, în trad. „Satul secetos”), este o localitate componentă a municipiului Blaj din județul Alba, Transilvania, România. Prima atestare documentară datează din anul 1369, cu denumirea Thyr.

## Biserica
Biserica, inițial romano-catolică, a fost construită în secolul al XIII-lea, suferind modificări de-a lungul timpului. Poarta de lemn a bisericii reformate din Tiur, datând din 1727, este monument istoric.

## Imagini din exterior

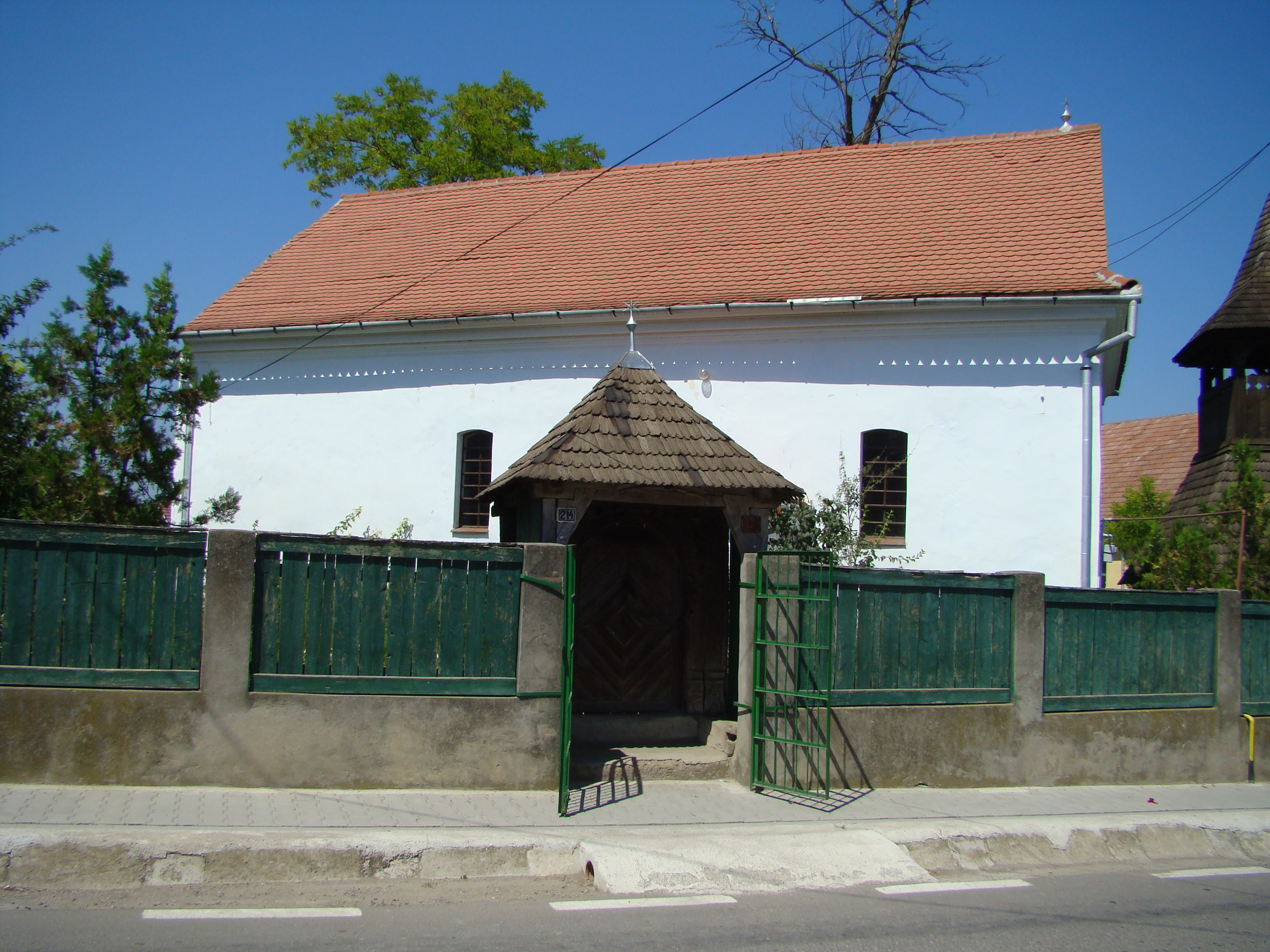
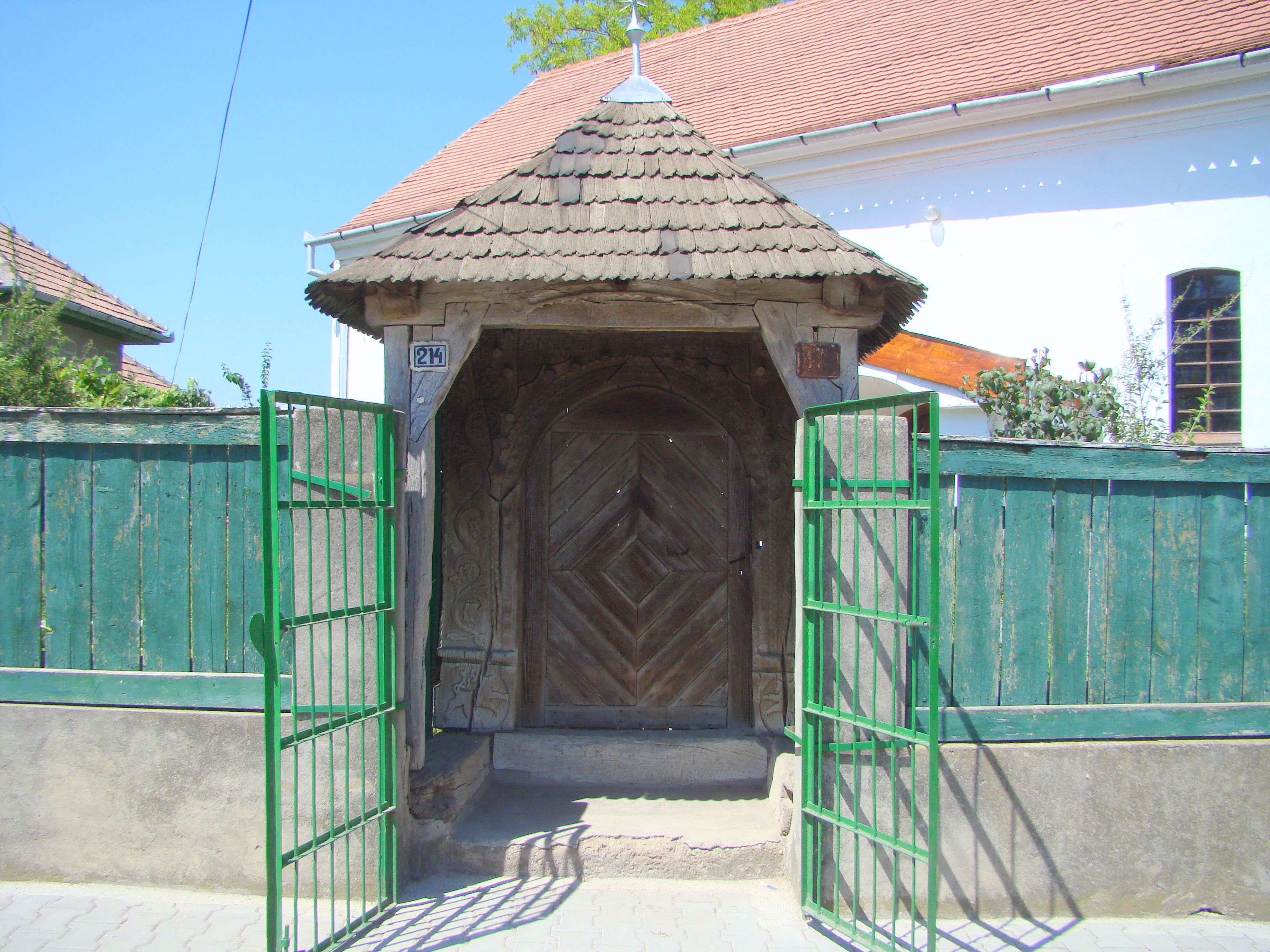
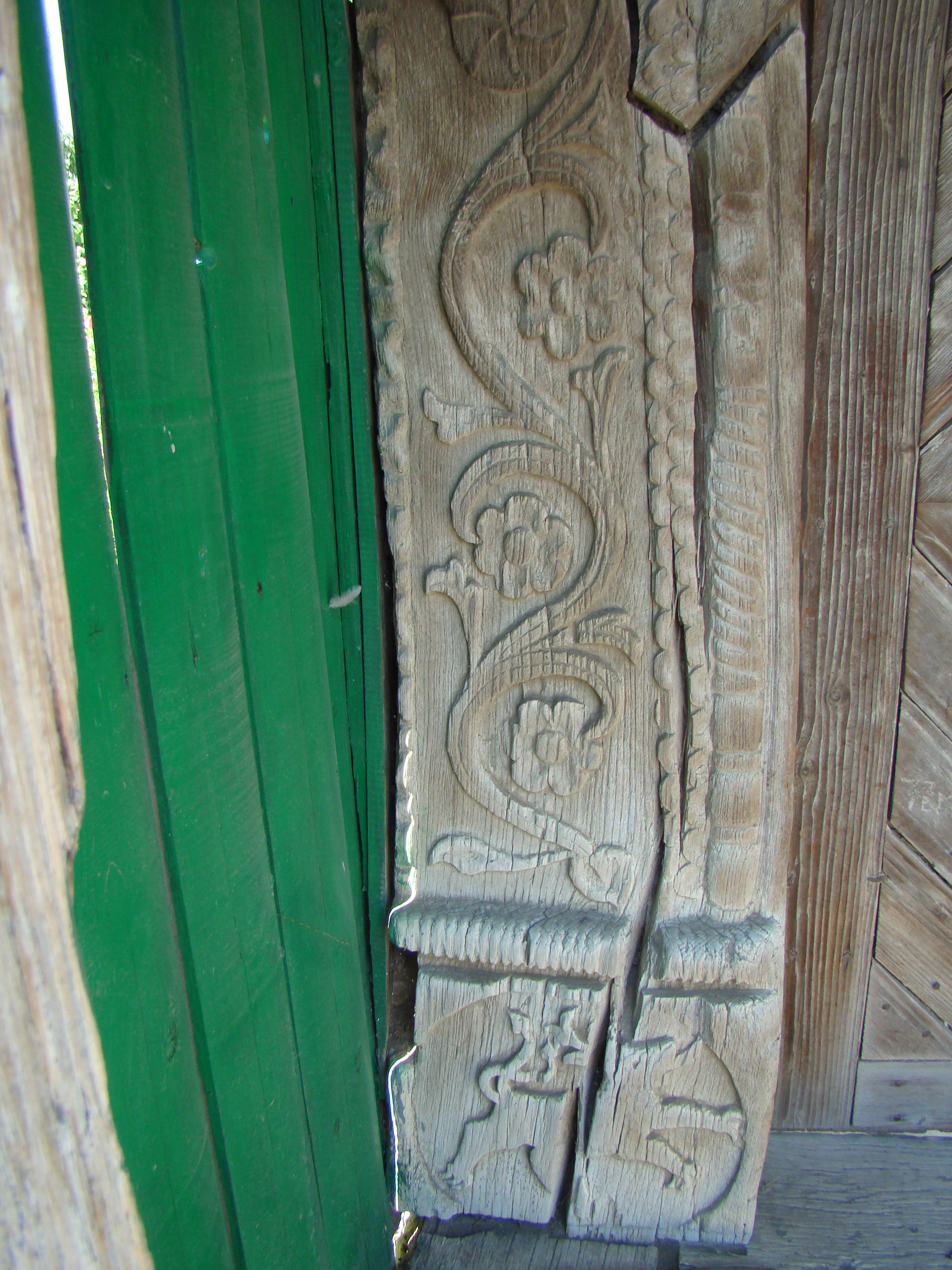
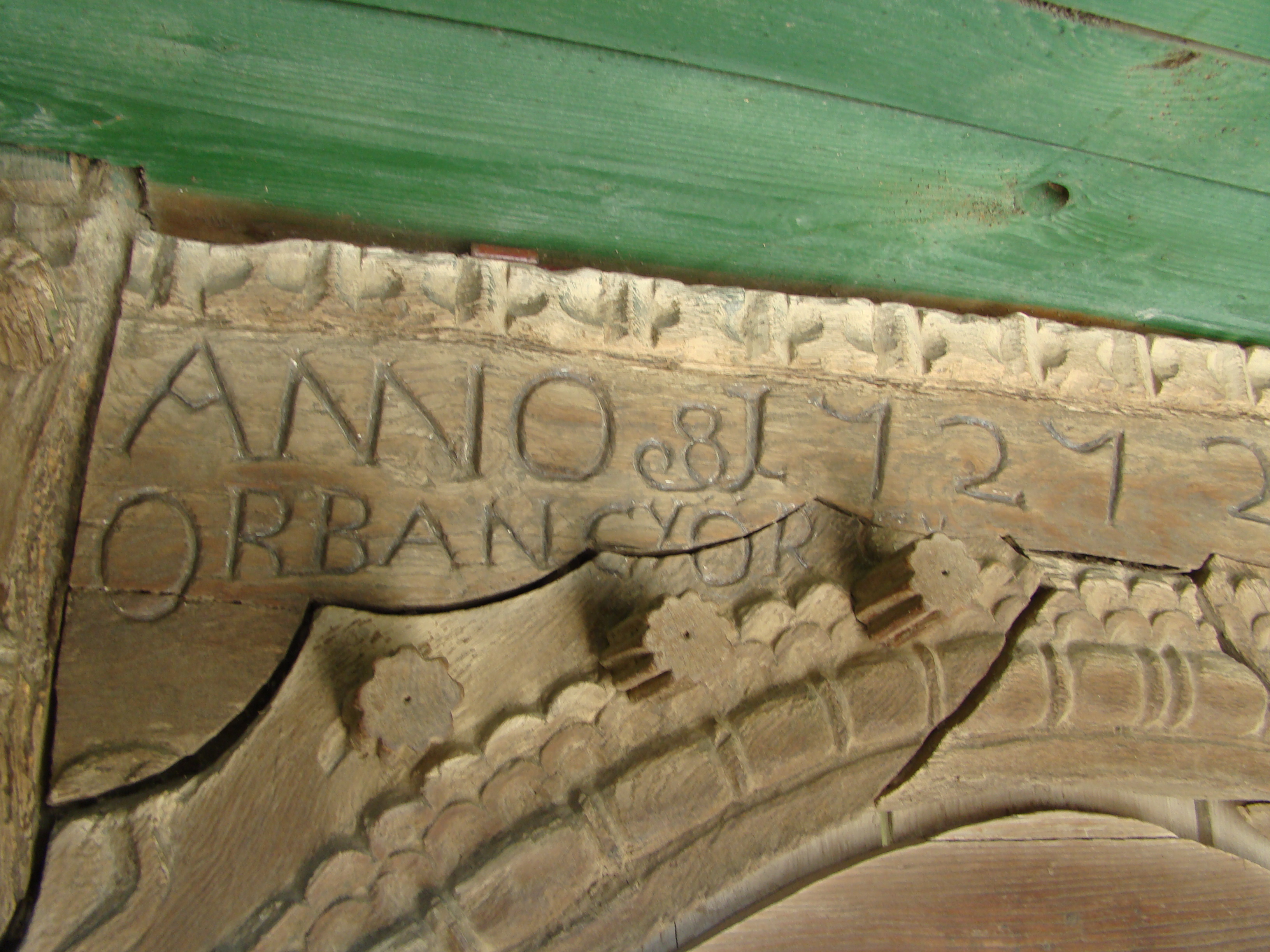
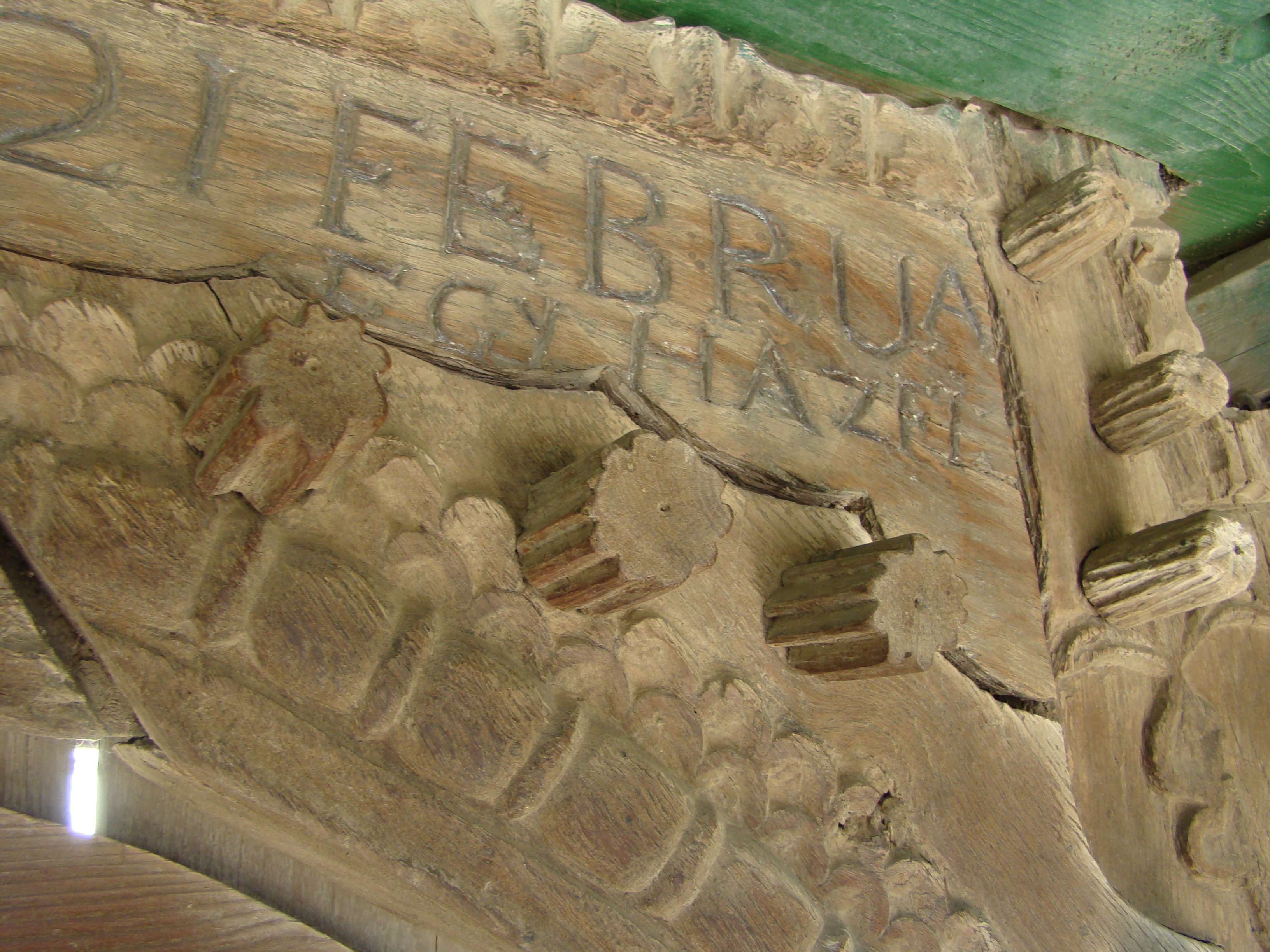
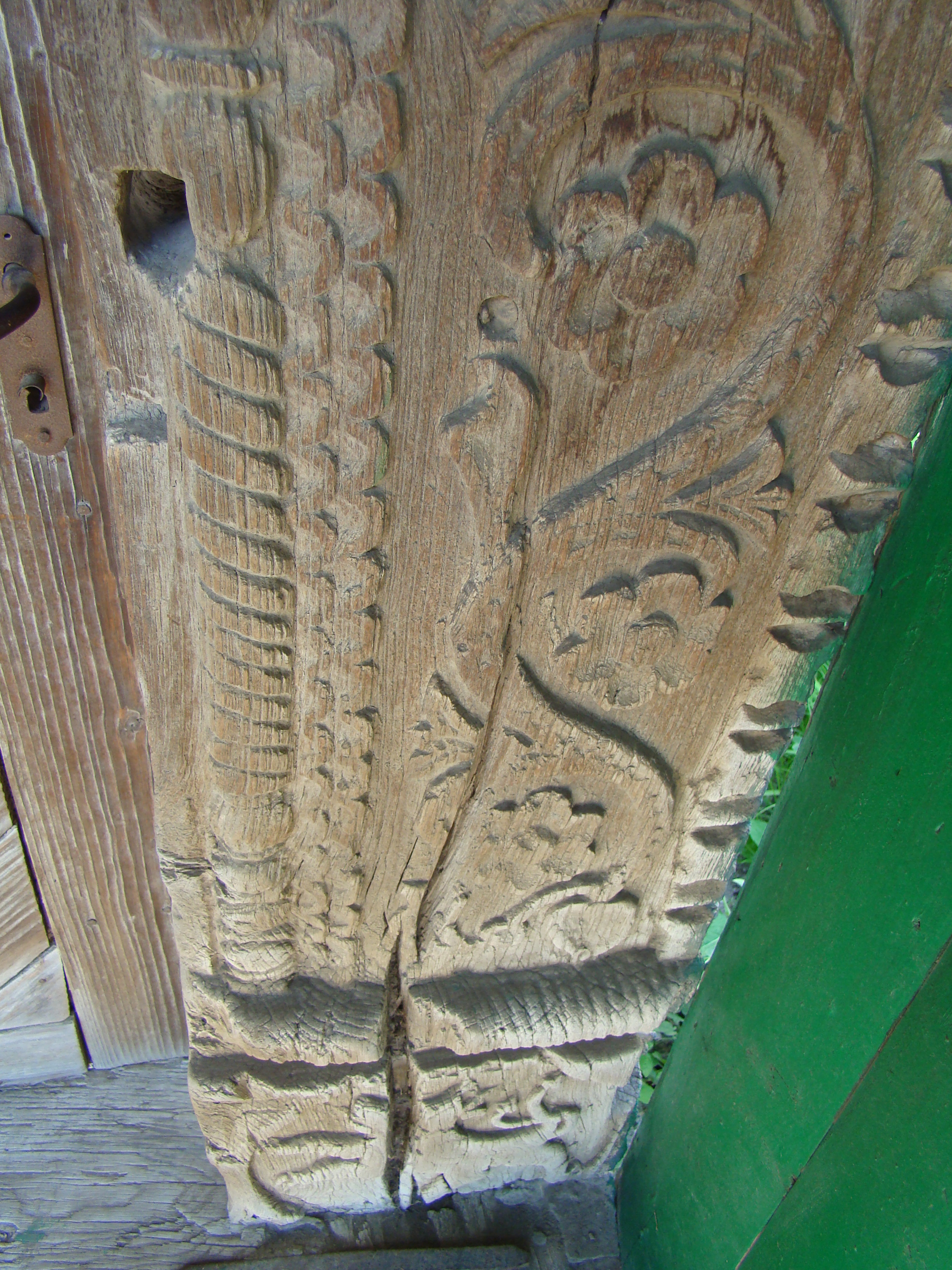
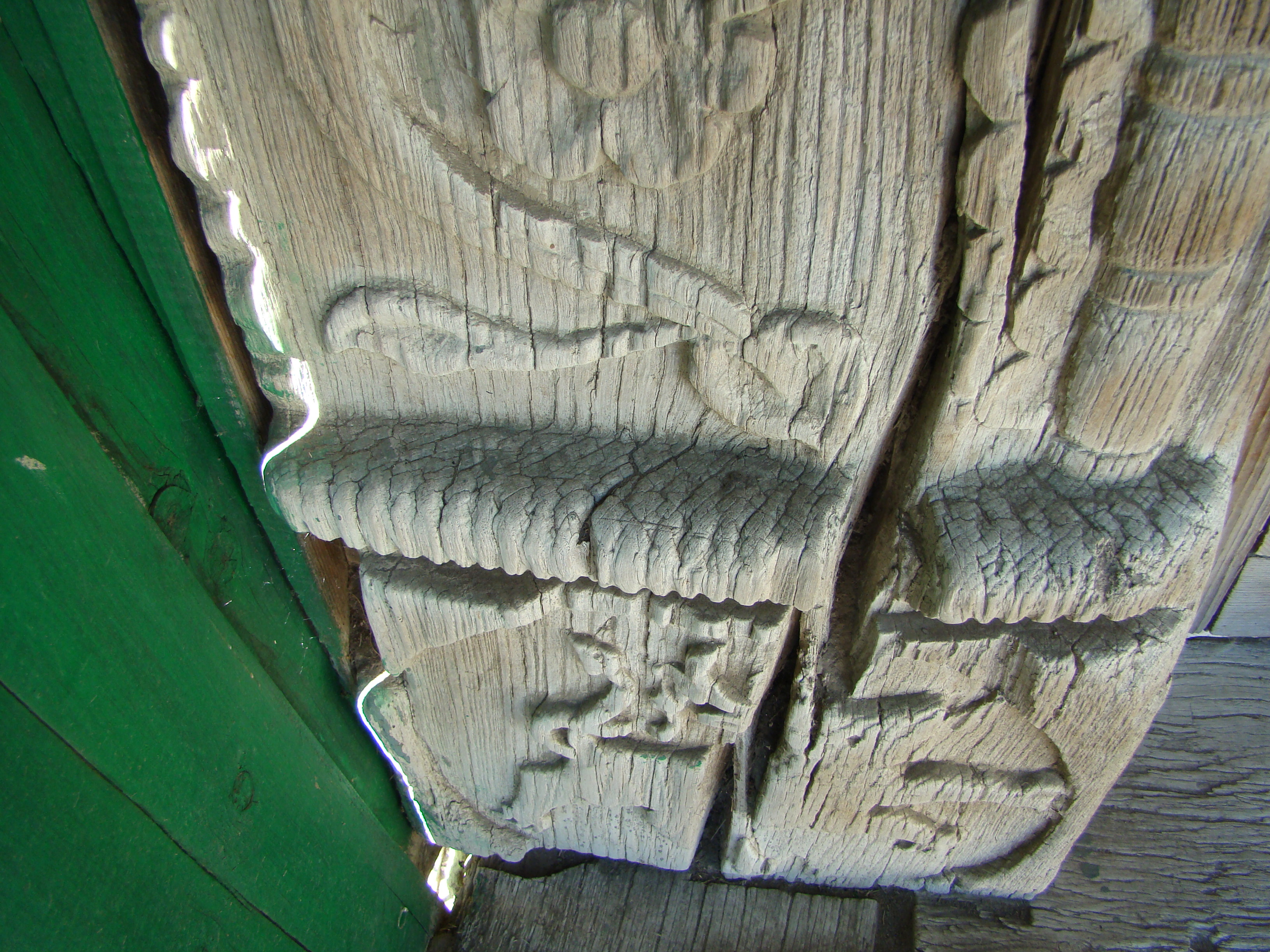
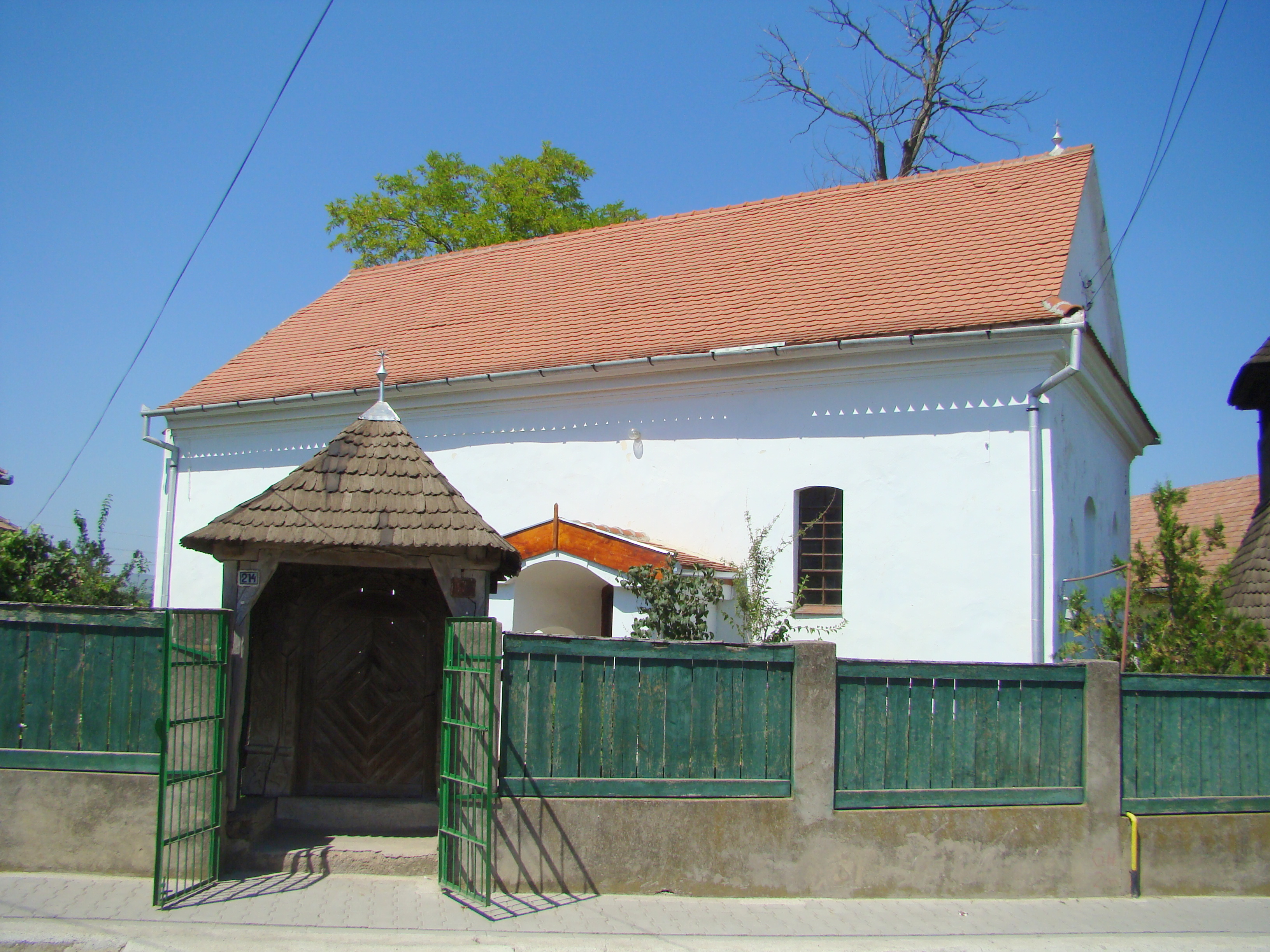
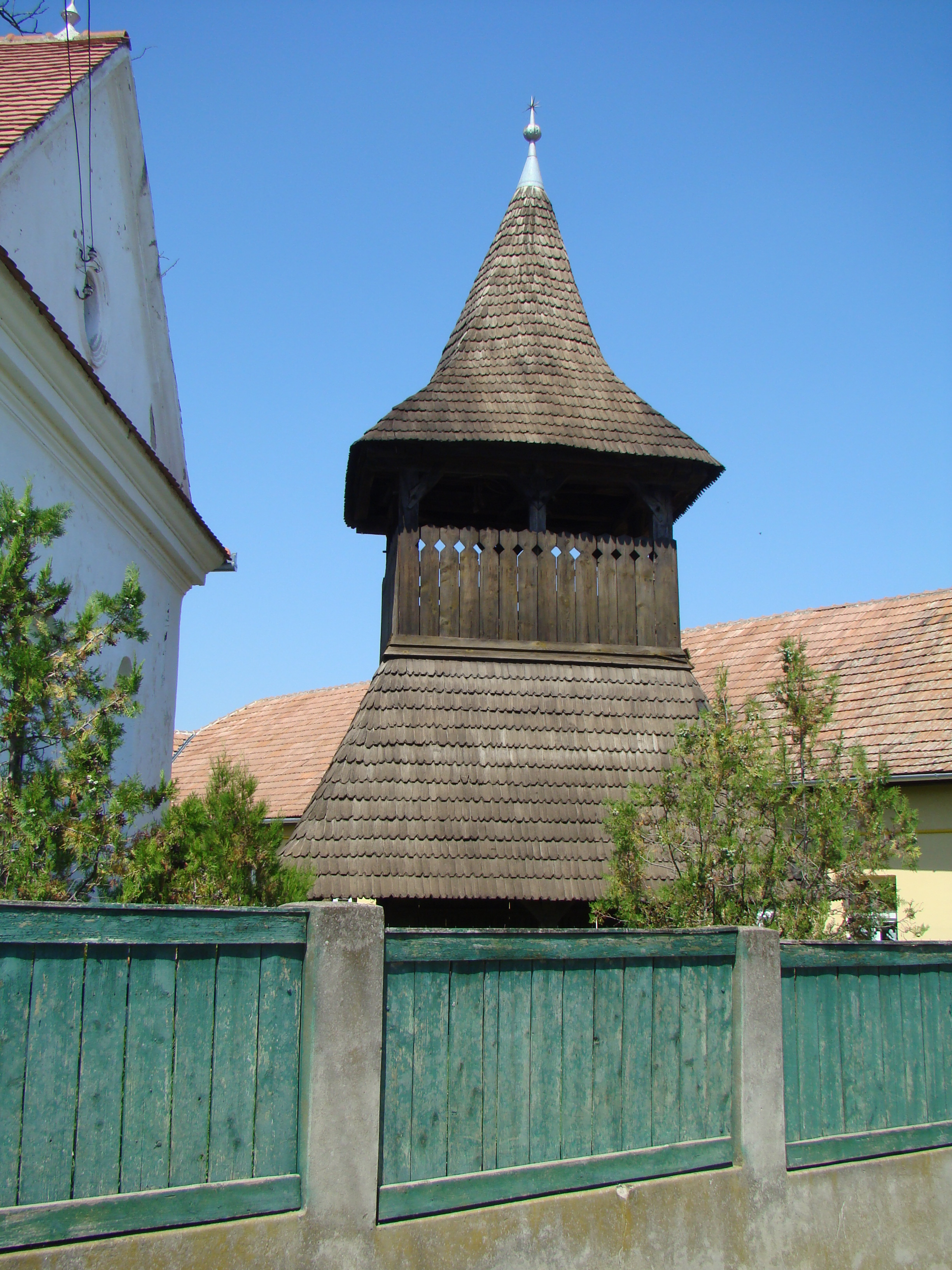
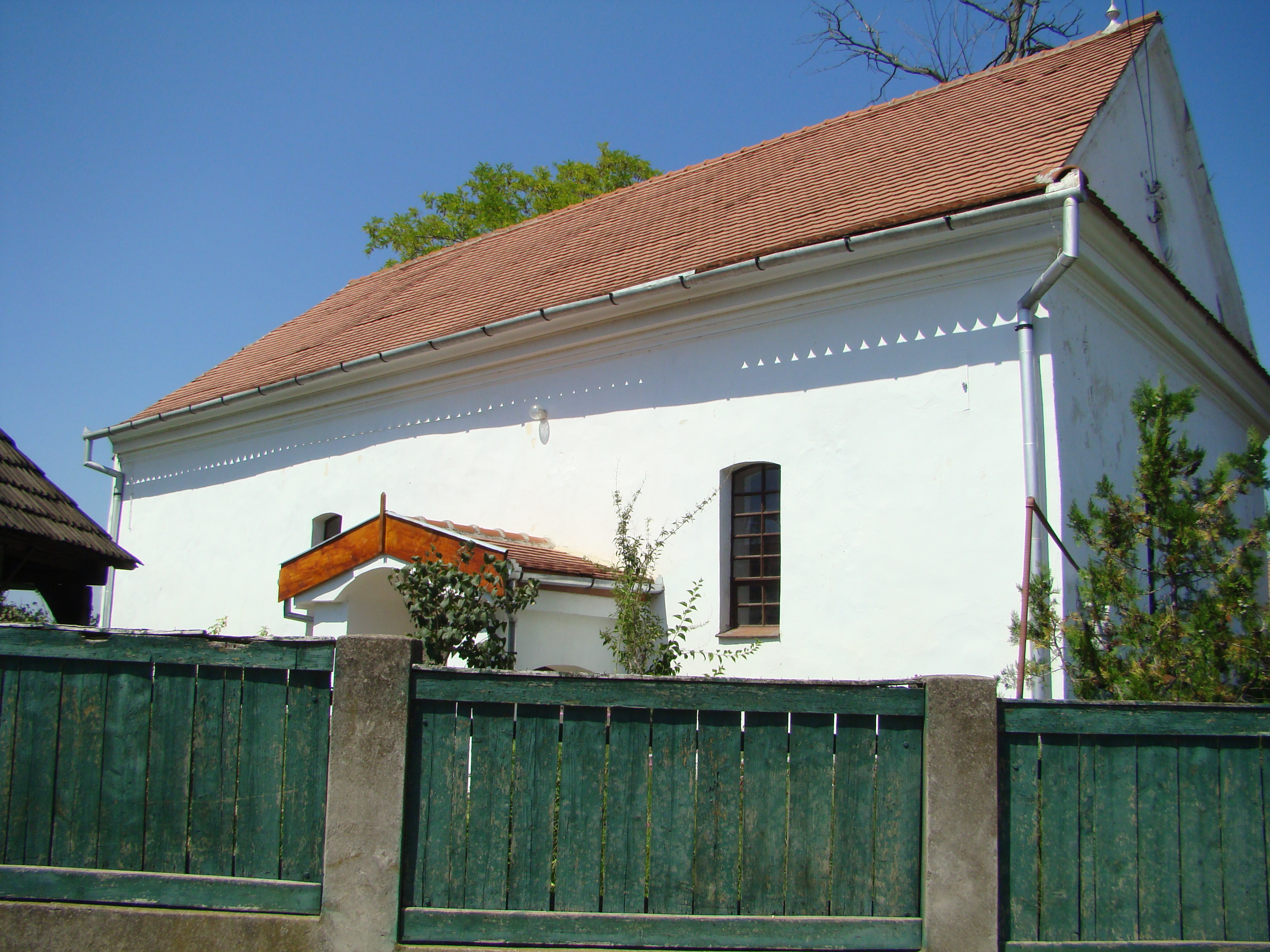
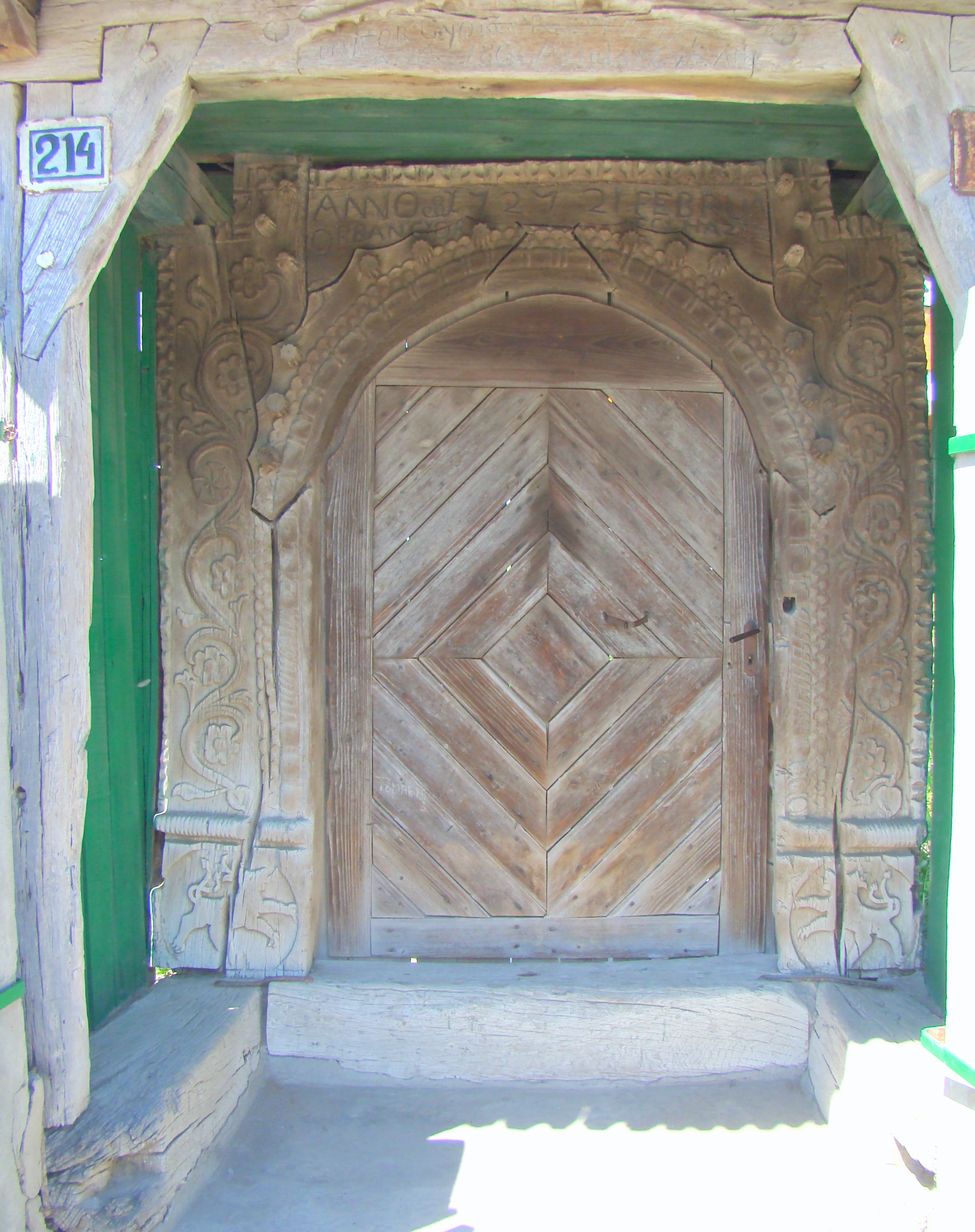
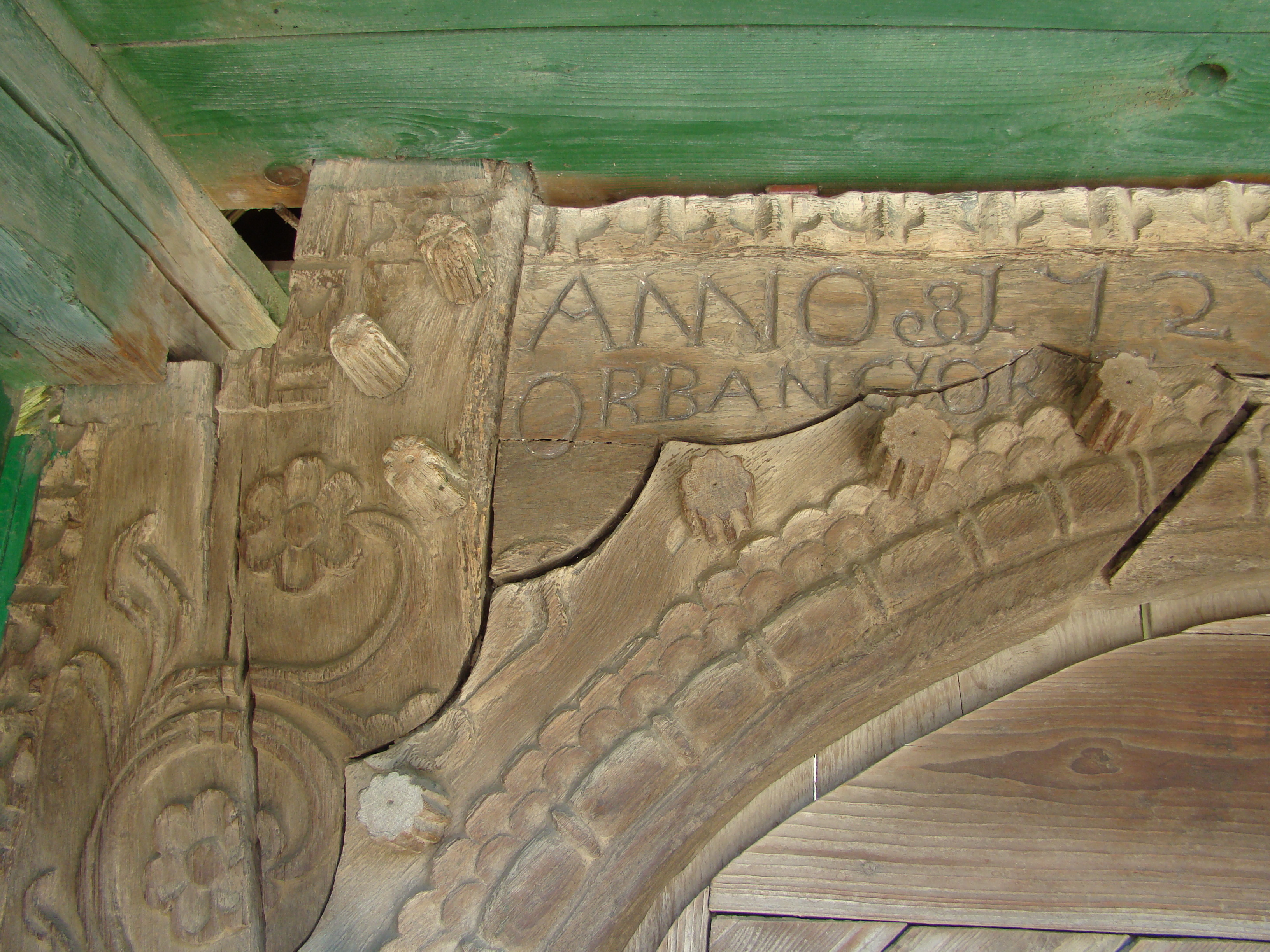
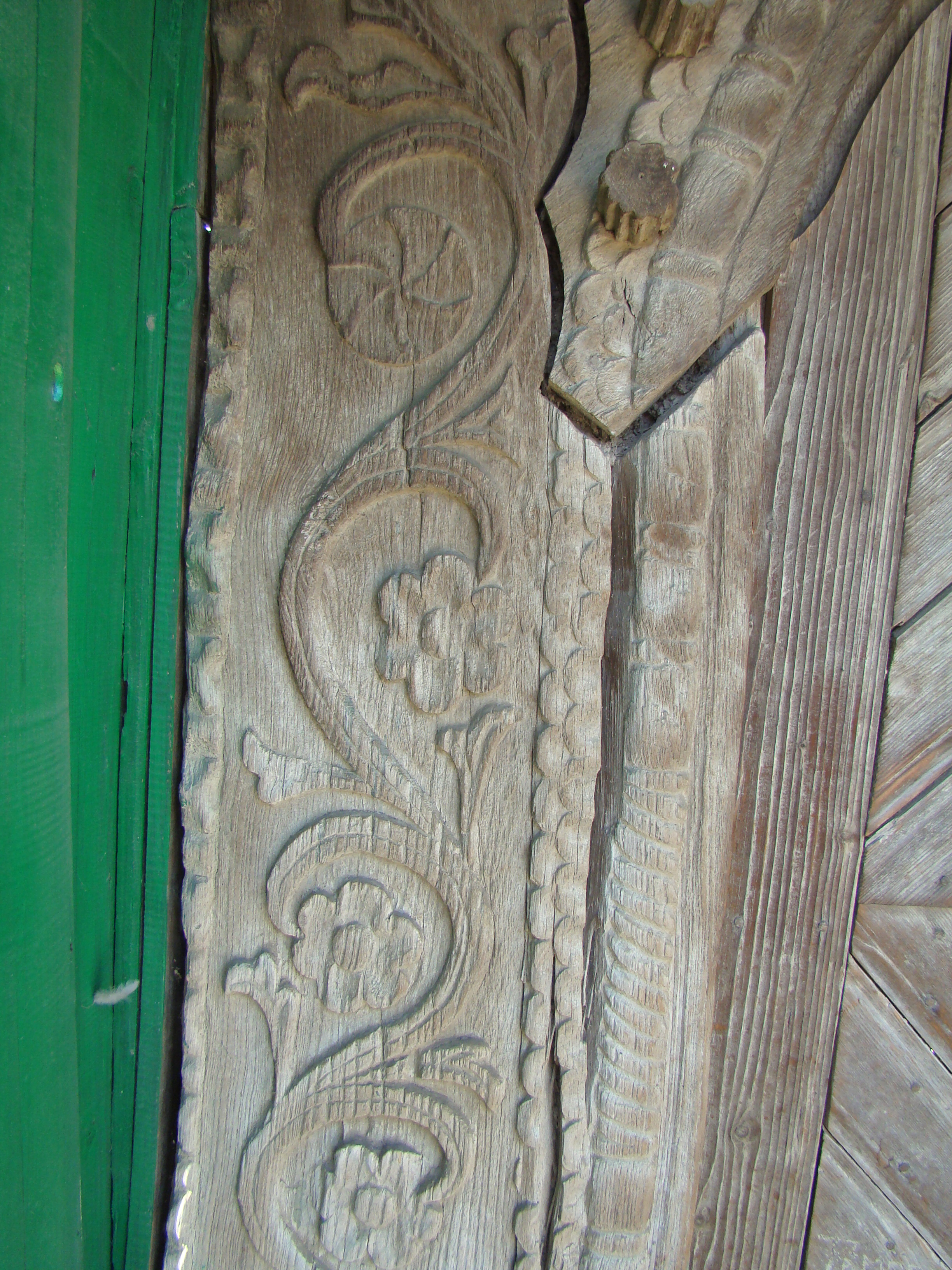
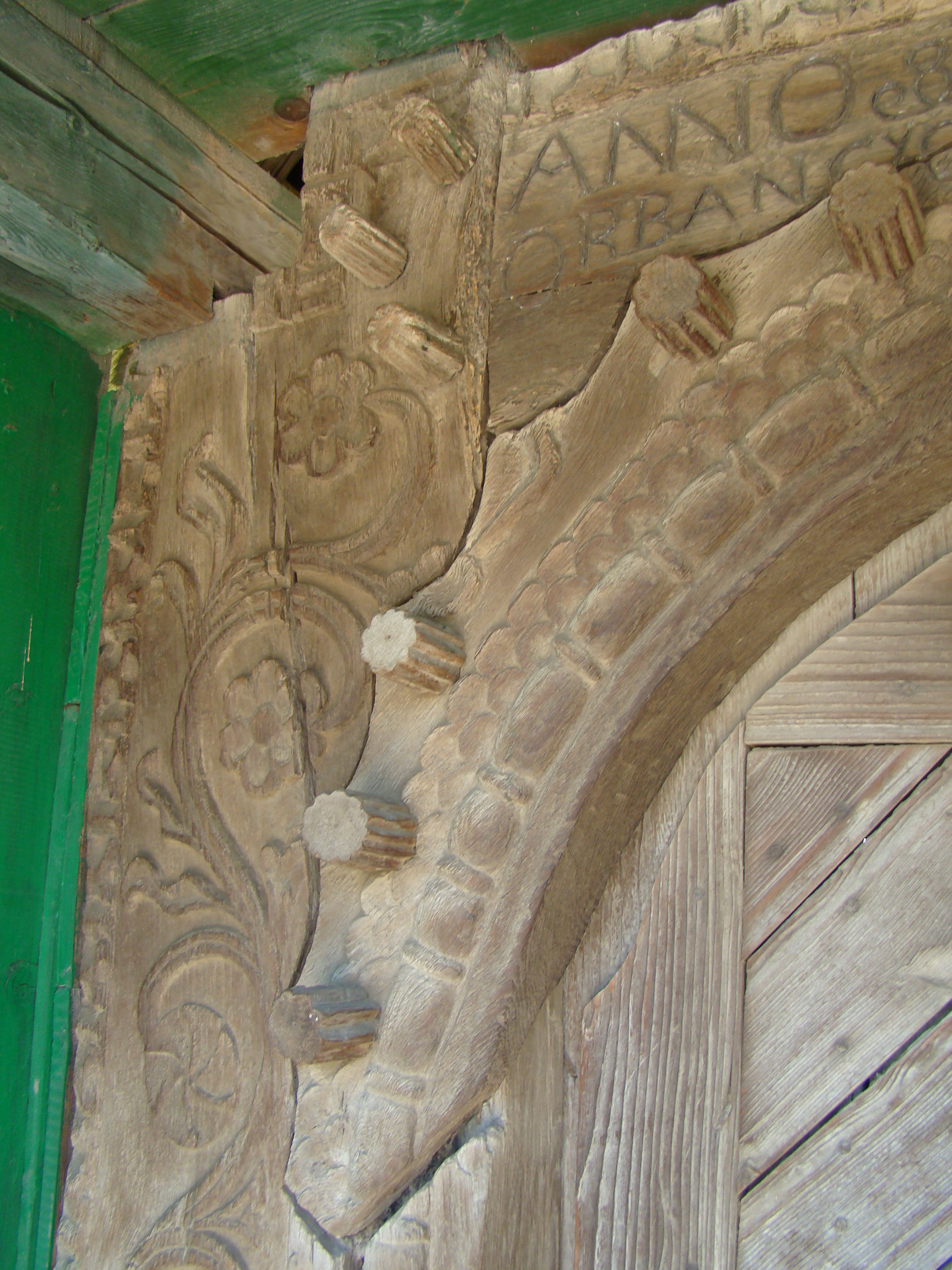
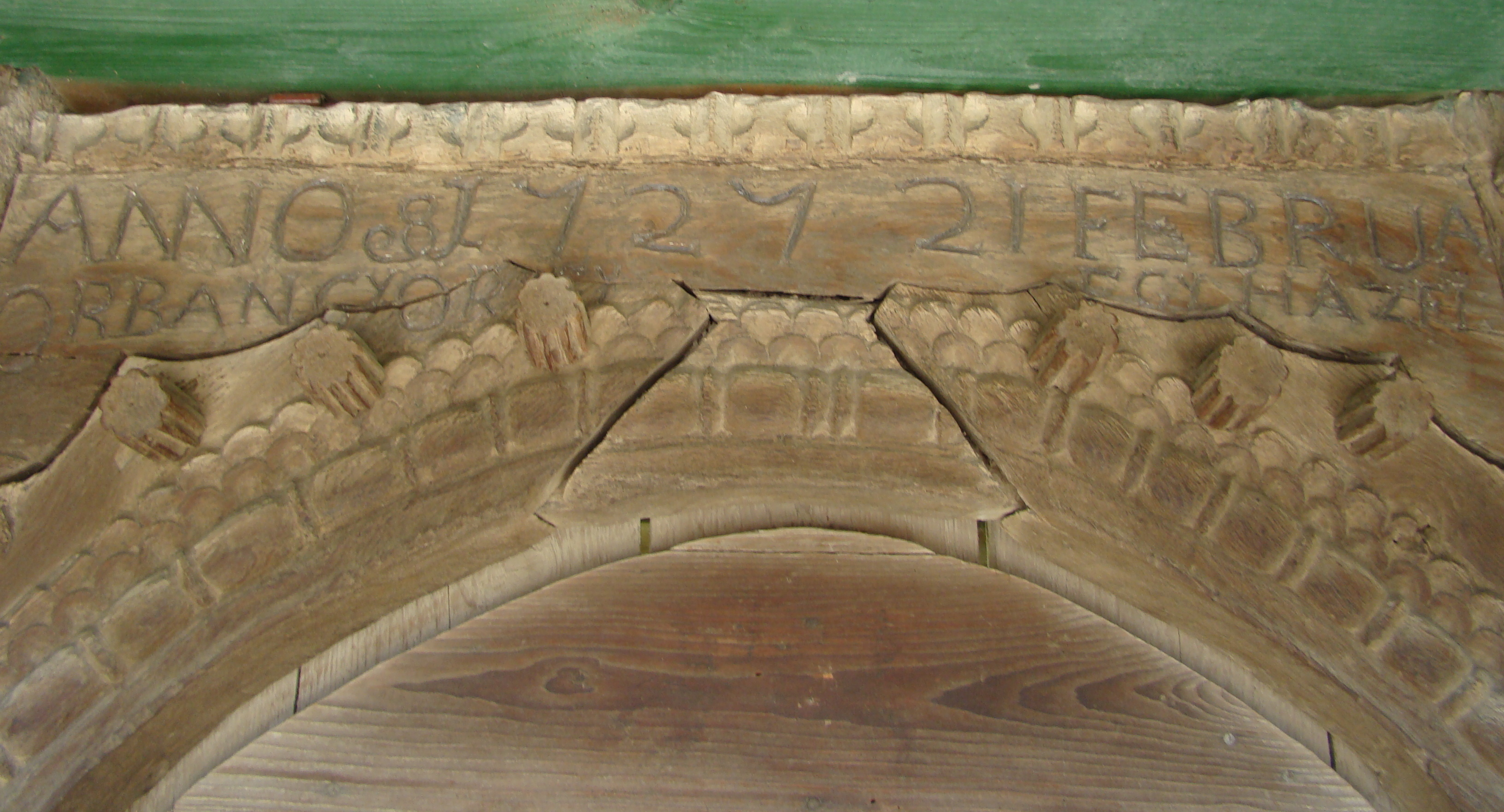
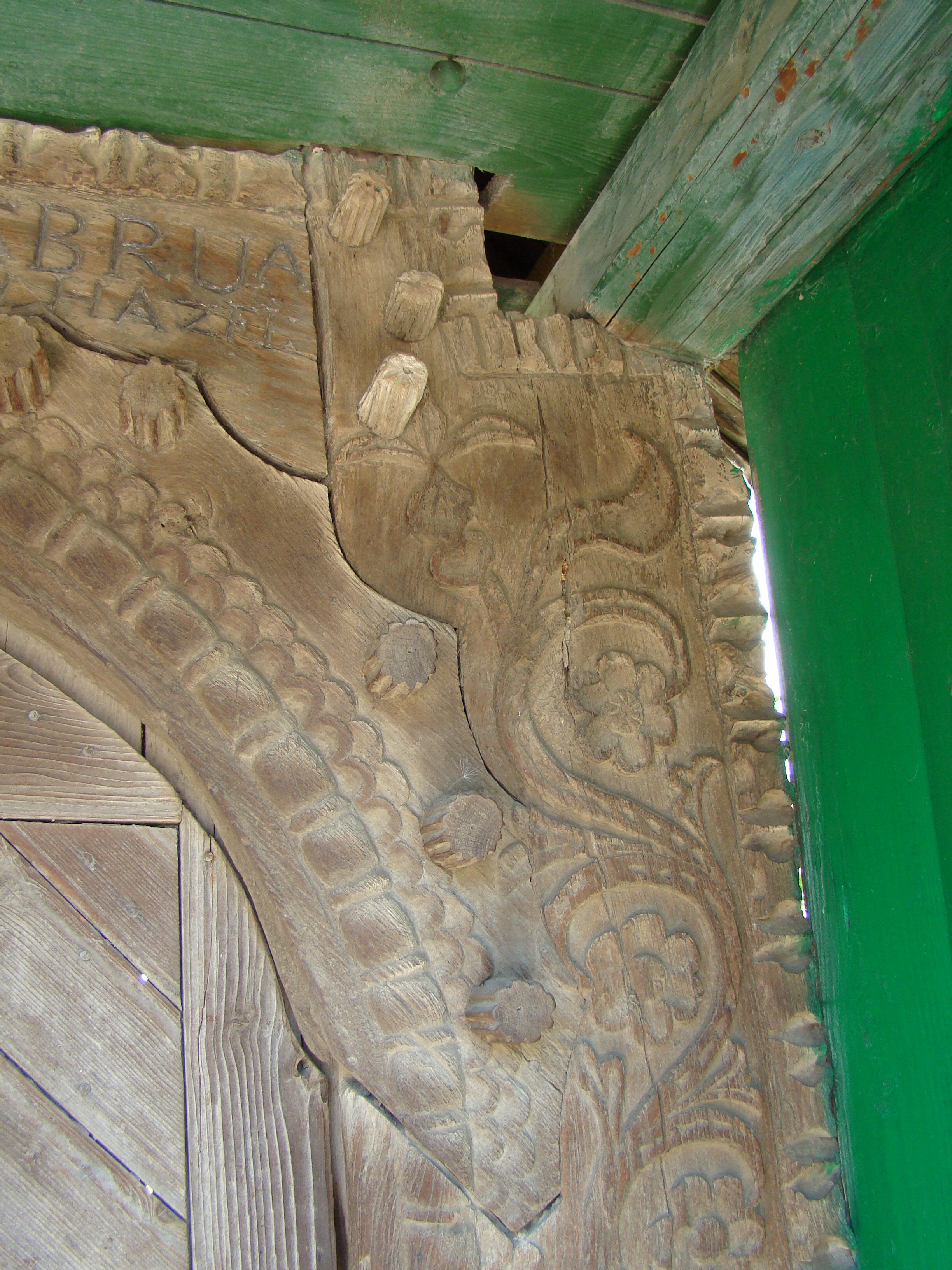
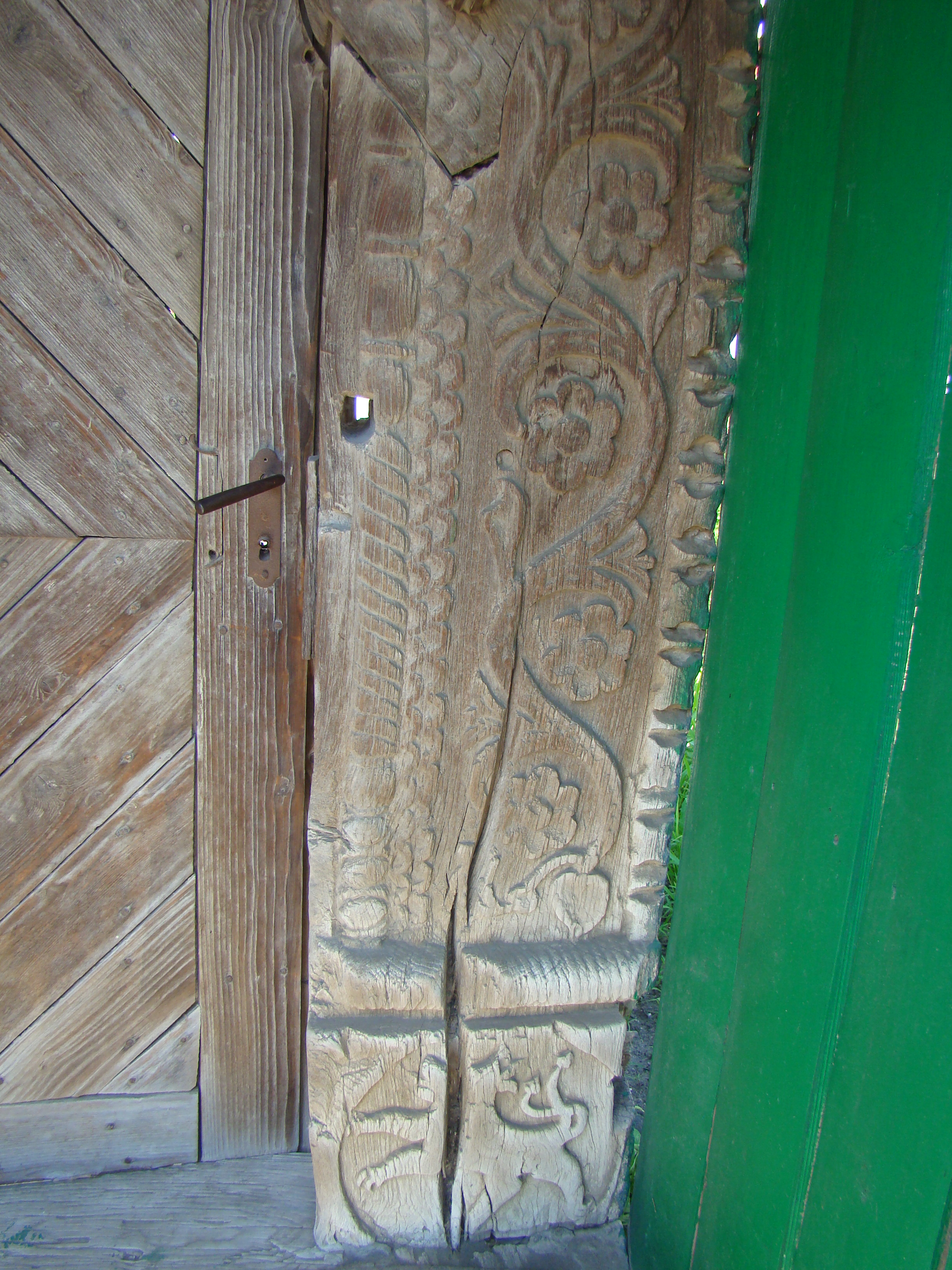

## Vezi și
- Tiur, Alba